# Ice Seguerra
Ice Seguerra, nato Cariza Yamson Seguerra (Calauag, 17 settembre 1983), è un attore, cantautore e regista filippino.
Inizialmente dichiaratasi lesbica nel 2007, Seguerra ha dichiarato anche di essere transgender nel 2014. Il 12 agosto 2016 Seguerra è stato nominato dal presidente Rodrigo Duterte presidente della Commissione nazionale per la gioventù.